# Преследование госслужащих ГДР
Преследование госслужащих ГДР началось вскоре после объединения Германии в 1990 году. В отношении десятков тысяч бывших сотрудников МГБ ГДР были возбуждены уголовные дела по подозрению в подрывной преступной деятельности против ФРГ. Около 100 тысяч госслужащих, в том числе юристов и политиков, были привлечены к уголовной ответственности. Людей подвергали допросам, а иногда и заключению. Также их лишали пенсии. Более 250 восточнонемецких разведчиков были осуждены к различным срокам заключения, в том числе более 50 человек – на сроки до 12 лет. Одним из осужденных в 1993 году был министр ГДР Эрих Мильке и генерал-полковник Маркус Вольф. Лишь 23 мая 1995 года Конституционный суд ФРГ вынес решение о том, что граждане бывшей ГДР не подлежат уголовной ответственности за работу на Штази.
Тем не менее, лицам, заподозренным в сотрудничестве с МГБ ГДР, был закрыт доступ в госучреждения объединенной Германии. Контроль за этим осуществляли специальные "люстрационные комиссии", которые координировали свои действия  с комиссией пастора Гаука по управлению архивом Штази (нем. Gauck-Behörde). Всего запрет на профессию коснулся 55 тыс. граждан ГДР
. Сам же "архив Штази" после объединения Германии достался ЦРУ.
Большую роль в дискредитации восточнонемецких госслужащих играли СМИ.